# Manuela Melchiorri
Manuela Melchiorri (Roma, Italia, 11 de abril de 1970) es una nadadora retirada especializada en pruebas de estilo libre. Fue medalla de bronce en 400 metros libres y 4x200 metros libres durante Campeonato Europeo de Natación de 1989.
Participó en dos Juegos Olímpicos consecutivos en los años 1988, 1992.

## Palmarés internacional
| Campeonato Europeo de Natación | Campeonato Europeo de Natación | Campeonato Europeo de Natación | Campeonato Europeo de Natación |
| Año                            | Lugar                          | Medalla                        | Prueba                         |
| ------------------------------ | ------------------------------ | ------------------------------ | ------------------------------ |
| 1989                           | Bonn ( Alemania Occidental)    | Medalla de bronce              | 4x200 m libres                 |
| 1989                           | Bonn ( Alemania Occidental)    | Medalla de bronce              | 400 m libres                   |